# Green City (Missouri)
Green City è un comune degli Stati Uniti d'America, situato nello Stato del Missouri, nella contea di Sullivan.